# Robert Sutton Harrington
Ne doit pas être confondu avec Robert G. Harrington.
Pour les articles homonymes, voir Harrington.
Robert Sutton Harrington (21 octobre 1942 - 23 janvier 1993) est un astronome américain qui a travaillé à l'observatoire naval des États-Unis (USNO). Harrington est né près de Newport News, en Virginie. Son père était archéologue. Robert Harrington s'est marié avec Betty-Jean Maycock en 1976, ils ont été les parents de deux filles, Amy et Ann.
Harrington a travaillé à l'USNO. Un autre astronome, James W. Christy, le consulta après avoir découvert des protubérances dans les images de Pluton, qui se sont avérées être l'empreinte d'un satellite, plus tard nommé Charon . Pour cette raison, certains considèrent Harrington comme le co-découvreur du satellite Charon, bien que Christy ait souvent obtenu le crédit exclusif de la découverte. Harrington a été le premier à calculer la masse du système de Pluton-Charon, qui s'est avérée être inférieure aux premières estimations les plus basses de la masse de Pluton seule.
Harrington a soutenu fermement au cours de sa vie l'existence d'une planète X au-delà de Pluton, il entreprit des recherches, et obtint des résultats jugés positifs par l'exploitation des données de la sonde IRAS en 1983. Harrington a d'abord collaboré avec Tom Van Flandern .
Harrington est décédé à 50 ans d'un cancer de l'œsophage en 1993. L'astéroïde (3216) Harrington a été nommé en son honneur.

## La planète X d'Harrington réfutée 6 mois avant sa mort
Six mois avant la mort d'Harrington, Erland Myles Standish, exploitant les données du survol de Neptune par Voyager 2 en 1989, remit en cause les conclusions d'Harrington sur l'existence de la planète X. En effet, les données collectées ont permis de réviser à la baisse la masse totale de la planète Neptune de 0,5% — l'équivalent de la masse de la planète Mars —[réf. incomplète] et cette mise au point eut pour conséquence le recalcul de l'effet gravitationnel de Neptune sur Uranus. Quand la masse nouvellement déterminée de Neptune a été prise en compte dans les éphémérides du Jet Propulsion Laboratory, les anomalies supposées dans l'orbite d'Uranus — expliquées par Harrington comme la preuve de l'existence d'une planète X — disparurent.
Il n'y a pas à ce stade[Quand ?] de divergences constatées dans les trajectoires réelles et théoriques des sondes spatiales Pioneer 10, Pioneer 11, Voyager 1 et Voyager 2 qui puissent être attribuées à l'attraction gravitationnelle d'un grand objet inconnu dans le Système solaire externe[réf. incomplète]. Bien que la plupart des astronomes soient d'accord sur le fait que la planète X telle qu'elle fut définie par Lowell ne peut exister,  des spéculations concernant une Planète Neuf ont vu le jour en janvier 2016. Des astronomes du Caltech menés par Michael E. Brown ont proposé deux modèles mathématiques attestant l'existence d'un corps géant orbitant dans le Système solaire externe.[non neutre]

## Hommages
- (3216) Harrington, astéroïde.